# Francesco Coll Guitart
Francesco Coll Guitart (Gombrèn, 18 maggio 1812 – Vic, 2 aprile 1875) è stato un presbitero spagnolo, appartenuto all'ordine domenicano, fondatore della congregazione delle Religiose Domenicane dell'Annunziata.
Entrato nell'ordine nel 1830, fu ordinato sacerdote nel 1836. Dedicatosi alla predicazione, fondò nel 1856 la congregazione femminile delle domenicane dell'Annunziata.
Fu beatificato da papa Giovanni Paolo II nel 1979, e proclamato santo da papa Benedetto XVI l'11 ottobre 2009.